# Franz Heller (Politiker, 1878)
Franz Heller (* 22. September 1878 in Kratzau; † 26. Juni 1944 in Stará Lípa) war ein tschechischer Politiker und Abgeordneter der deutschen Minderheit im tschechoslowakischen Abgeordnetenhaus.

## Leben
Heller, Sohn eines Landwirts, besuchte die Volksschule in Friedland und Böhmisch-Leipa sowie die Unterrealschule. Schon mit 14 Jahren arbeitete er in der Landwirtschaft. 1911 erwarb er eine Bauernwirtschaft in Alt-Leipa. Während des Ersten Weltkriegs war er Kriegsgetreidekommissar der Kriegsgetreideverkehrsanstalt für seinen Heimatbezirk. Heller widmete sich nun verstärkt der Arbeit für die politische Vertretung der Landwirte und war auch an der Gründung des Bundes der Landwirte 1919 beteiligt. Für diese Partei zog er 1920 ins Parlament ein und wurde bei den Wahlen 1925 und 1929 wiedergewählt.
Heller gab ferner die Deutsche Landpost, die Zeitung des Bundes der Landwirte, mit heraus. Im Juni 1939 wurde er Mitglied der NSDAP.